# شون ويليامز (كرة سلة)
شون ويليامز (بالإنجليزية: Sean Williams)‏ مواليد 13 سبتمبر 1986 في هيوستن، هو لاعب كرة سلة محترف أمريكي بدأ مسيرته الاحترافية في سنة 2007 حيث تم اختياره من قبل فريق بروكلين نتس خلال الدرافت، يلعب مع فريق دالاس مافيريكس كلاعب وسط ويحمل الرقم 34. يبلغ طوله 6 قدم 10 بوصة (2.1 م).

## فرق لعب لها
- بروكلين نتس
- فوجيان سترجيونز
- دالاس مافيريكس
- بوسطن سيلتكس

## إحصائيات المسيرة

### الموسم الاعتيادي
| السنة   | الفريق         | لعب | بدأ | دقيقة | ميداني% | ثلاثية | حرة   | ارتداد | صنع | استلاب | تصدي | نقطة |
| ------- | -------------- | --- | --- | ----- | ------- | ------ | ----- | ------ | --- | ------ | ---- | ---- |
| 2007–08 | بروكلين نتس    | 73  | 29  | 17.5  | .538    | .000   | .609  | 4.4    | .4  | .4     | 1.5  | 5.6  |
| 2008–09 | بروكلين نتس    | 33  | 0   | 11.1  | .417    | .000   | .625  | 2.4    | .4  | .2     | .9   | 2.4  |
| 2009–10 | بروكلين نتس    | 20  | 0   | 11.4  | .429    | .000   | .526  | 2.3    | .1  | .4     | 1.0  | 2.6  |
| 2011–12 | دالاس مافيريكس | 8   | 0   | 8.1   | .750    | .000   | .833  | 1.6    | .3  | .1     | .6   | 3.6  |
| 2011–12 | بوسطن سيلتكس   | 3   | 0   | 14.0  | .333    | .000   | 1.000 | 4.0    | 1.0 | 1.0    | 1.0  | 3.7  |
| المسيرة |                | 137 | 29  | 14.4  | .511    | .000   | .624  | 3.4    | .3  | .3     | 1.2  | 4.2  |

### التصفيات
| السنة   | الفريق       | لعب | بدأ | دقيقة | ميداني% | ثلاثية | حرة  | ارتداد | صنع | استلاب | تصدي | نقطة |
| ------- | ------------ | --- | --- | ----- | ------- | ------ | ---- | ------ | --- | ------ | ---- | ---- |
| 2012    | بوسطن سيلتكس | 2   | 0   | 3.0   | .000    | .000   | .000 | .5     | .0  | .0     | .0   | .0   |
| المسيرة |              | 2   | 0   | 3.0   | .000    | .000   | .000 | .5     | .0  | .0     | .0   | .0   |

## روابط خارجية
- شون ويليامز على موقع إن بي أي (الإنجليزية)
- شون ويليامز على موقع سبورتس رفرنس (الإنجليزية)
- شون ويليامز على موقع كرة السلة الأوروبية.كوم (الإنجليزية)
- شون ويليامز على موقع كلية كرة السلة في سبورتس رفرنس.كوم (الإنجليزية)
- شون ويليامز على موقع ريلجم (الإنجليزية)
- شون ويليامز على موقع بروبوليرز (الإنجليزية)
- شون ويليامز على موقع سبورتس رفرنس (الإنجليزية)